# Yosseph ben Yaacov ibn Satya
Yosseph ben Yaacov (Joseph ben Jacob), dit ibn Satya ou bar Satya, est un rabbin babylonien du Xe siècle, et l'un des derniers Gueonim (directeurs d'académie) de Soura.
Fils de Yaacov ben Natronaï Gaon et frère de Yom Tov Kahana Gaon, tous deux anciens Gueonim, il est désigné par l'exilarque David ben Zakkaï pour remplacer Saadia Gaon, démis de ses fonctions en 930. Cette nomination est davantage due à son appartenance à l'une des quelques familles parmi lesquelles se choisissent d'ordinaire les dignitaires académiques judéo-babyloniens, qu'à son érudition, Yosseph Gaon étant, selon Sherira Gaon, d'un bien moindre niveau que son prédécesseur. Saadia refusant l'autorité de l'exilarque, Gaon et contre-Gaon exerceront au sein de la même académie, jusqu'à ce que le calife Al-Qahir tranche en 932, en faveur de David ben Zakkaï 

Bar Satya occupe le poste jusqu'en 937, année à laquelle Saadia est réintégré dans ses fonctions. Cependant, et bien que n'exerçant plus en tant que Gaon, il continue à percevoir les émoluments dus aux Gueonim. 
À la mort de Saadia, en 942, Yosseph ben Yaacov lui succède une nouvelle fois à la tête de l'académie de Soura mais, incapable de tenir tête à son farouche confrère de Poumbedita, Aaron ibn Sarjadou, privé de ses anciens soutiens, il démissionne en 948, et se retire à Bassora, où il finit ses jours peu après. 
L'académie de Soura ferme alors ses portes, et l'est encore lorsque Sherira Gaon rédige sa lettre circulaire destinée aux Sages de Kairouan, en vue de leur raconter précisément la transmission de la Torah depuis Moïse aux Gueonim.

## Source
Cet article contient des extraits de l'article « JOSEPH BEN JACOB » de la Jewish Encyclopedia de 1901–1906 dont le contenu se trouve dans le domaine public.